# شهرک‌های اسرائیلی

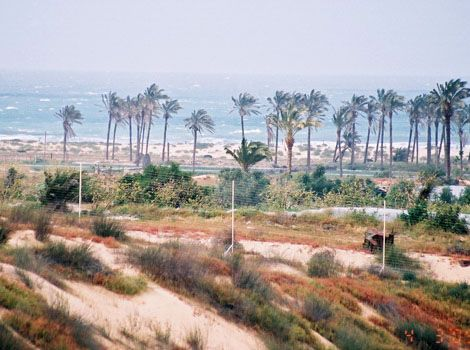
در پی انتفاضهٔ دوم در تاریخ اوت ۲۰۰۵، دولت اسرائیل با برچیدن ۱۶ شهرک اسرائیلی و جابجایی ۸ هزار یهودی ساکن در آن‌ها، در عمل آخرین شهرک اسرائیلی در نوار غزه را برچید و به اشغال ۳۸ ساله نوار غزه پایان داد.

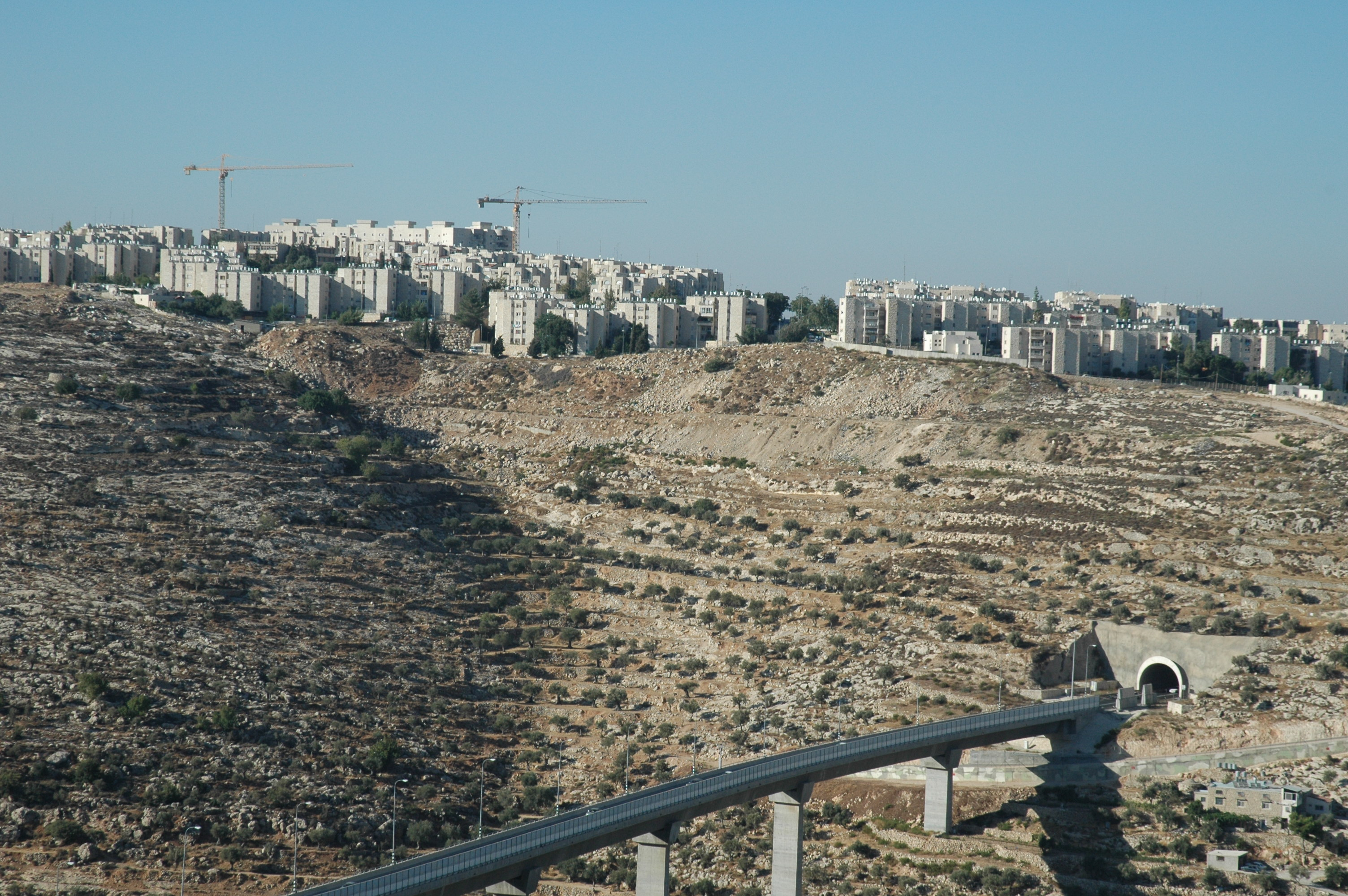
تصویری از تونل منتهی به مجتمع یهودی‌نشین گوش عتصیون در حدفاصل بیت‌لحم و حبرون.

شهرک‌های اسرائیلی (به عبری: התנחלות) به شهرک‌های غیرنظامی‌ای گفته می‌شود که شهروندان یهودی اسرائیلی در آنها ساکن هستند. اسرائیل پس از پیروزی بر اعراب در جنگ شش روزه در سال ۱۹۶۷، برخلاف حقوق بین‌الملل دست به ایجاد این شهرک‌ها در اراضی اشغالی زد. شهرک‌های اسرائیلی هم‌اکنون در اراضی فلسطینی در کرانه باختری رود اردن (از جمله اورشلیم شرقی) و بلندی‌های جولان که سرزمین سوریه است مستقر شده‌اند.
شهرک‌های اسرائیلی قبلاً در شبه‌جزیره سینا (بخشی از خاک مصر) و در منطقه فلسطینی نوار غزه نیز ساخته شده بودند اما پس از پیمان صلح اسرائیل و مصر در سال ۱۹۷۹، اسرائیل ۱۸ شهرک در شبه‌جزیره سینا را برچید. همچنین در سال ۲۰۰۵، به عنوان بخشی از برنامه عقب‌نشینی از نوار غزه، ۲۱ شهرک اسرائیلی در نوار غزه و ۴ شهرک اسرائیلی در کرانه باختری را برچید.
اسرائیل در شرق اورشلیم و بخش اشغالی بلندی‌های جولان، که هردو از سوی دولت اسرائیل به این کشور ضمیمه شده، دست به شهرک‌سازی زده است. جامعه بین‌المللی این دو منطقه را تحت اشغال دولت اسرائیل قلمداد کرده و ساخت و سازهای اسرائیل در این مناطق را شهرک‌سازی غیرقانونی محسوب می‌کند. دیوان بین‌المللی دادگستری در رأی مشورتی سال ۲۰۰۴ دربارهٔ دیوار حائل کرانه غربی، شهرک‌های اسرائیلی را غیرقانونی اعلام کرد.
اسرائیل همچنان در کرانه غربی به توسعه شهرک‌های باقیمانده خود ادامه می‌دهد و علیرغم فشار از سوی جامعه بین‌المللی، در مناطق جدید نیز دست به شهرک‌سازی می‌زند.
انتقال شهروندان غیرنظامی یک قدرت اشغالگر به منطقه اشغال‌شده، جنایت جنگی است اما اسرائیل انطباق این عنوان به اقداماتش در کرانه باختری را رد می‌کند. در ۲۰ دسامبر ۲۰۱۹، دیوان کیفری بین‌المللی اعلام کرد که تحقیقی دربارهٔ جنایات جنگی ادعایی در فلسطین را آغاز کرده است.
وجود و توسعه مداوم شهرک‌ها توسط اسرائیل و ساخت پاسگاه‌های دیده‌بانی در اطراف شهرک‌ها، بارها به عنوان یکی از مهم‌ترین موانع و یکی از شش چالش اصلی صلح میان فلسطینی‌ها و اسرائیل ذکر شده است. طرف‌های ثالث بسیاری از قبیل سازمان همکاری اسلامی، سازمان ملل متحد، روسیه، بریتانیا، فرانسه و اتحادیه اروپا این انتقادات را نسبت به اسرائیل مطرح کرده‌اند. جامعه جهانی شهرک‌سازی‌های اسرائیل را خلاف حقوق بین‌الملل می‌داند و سازمان ملل نیز تاکنون بارها این دیدگاه را مطرح کرده است که شهرک‌سازی اسرائیل مصداق نقض کنوانسیون چهارم ژنو است. دولت ایالات متحده نیز دهه‌ها شهرک‌سازی اسرائیل را «نامشروع» قلمداد می‌کرد اما دولت دونالد ترامپ در نوامبر ۲۰۱۹ این موضع را تغییر داد و اعلام کرد که «ایجاد شهرک‌های غیرنظامی اسرائیلی در کرانه باختری، به خودی خود، ناقض حقوق بین‌الملل نیست».
به گفته سازمان غیردولتی صلح اکنون که برای برقراری صلح میان اعراب و اسرائیل تلاش می‌کند، بر اساس ارقام ارائه‌شده از سوی اداره مرکزی آمار اسرائیل در پایان سال ۲۰۱۸، تعداد شهرک‌نشینان اسرائیلی ۴۲۷٬۸۰۰ نفر است که افزایش ۱۴٬۴۰۰ نفری طی سال پیش از آن را نشان می‌دهد. سازمان حقوق بشری بتسیلم در اسرائیل، در ۱۶ ژانویه ۲۰۱۹، تخمین زد که ۲۰۹٬۲۷۰ نفر در بخش شرقی اورشلیم زندگی می‌کنند اما سازمان صلح خاورمیانه (FMEP) از قول دانیل سیدمان این رقم را در اواخر سال ۲۰۱۹ معادل ۲۱۸٬۰۰۰ نفر تخمین زده است.
آمار جمعیت شهرک‌نشینان اسرائیلی در کرانه باختری، به غیر از سکنه بخش شرقی اورشلیم، نشان‌دهنده رقمی بالغ بر ۴۰۰٬۰۰۰ نفر شهروند یهودی اسرائیل است. در شهرک‌های واقع در بخش شرقی اورشلیم بیش از ۳۰۰٬۰۰۰ شهروند اسرائیل (هم شهروندان یهودی اسرائیل و هم شهروندان عرب اسرائیل) ساکن هستند و بیش از ۲۰٬۰۰۰ شهروند اسرائیلی نیز در شهرک‌های واقع در بلندی‌های جولان زندگی می‌کنند.

## زمینه و شیوه شهرک‌سازی
از سال ۱۹۶۷ به بعد، سیاست دولت اسرائیل افزایش ساخت‌وساز و توسعه شهرک‌های یهودی‌نشین در اراضی اشغالی فلسطین بوده است. دولت‌های اسرائیل این سیاست کلی را با اقدامات حقوقی و اجرایی مختلف پیش برده‌اند از جمله ارائه سوبسید، تخفیف مالیاتی و خدمات شهری ارزان برای تشویق یهودیان اسرائیلی به زندگی در این شهرک‌ها و تقویت اقتصاد شهرک‌ها.
در پی جنگ شش روزه اعراب و اسرائیل در سال ۱۹۶۷، اسرائیل برخی مناطق باقیمانده از سرزمین‌های تحت قیمومت بریتانیا بر فلسطین را تحت کنترل خود درآورد، از جمله بخش شرقی اورشلیم که از زمان جنگ عرب‌ها و اسرائیل (۱۹۴۸) تحت کنترل اردن قرار داشت، نوار غزه که از سال ۱۹۴۹ تحت کنترل دولت مصر بود، شبه‌جزیره سینا که جزو خاک مصر بود و بخش اعظم بلندی‌های جولان که خاک سوریه بود. بلندی‌های جولان از سال ۱۹۸۱ بر اساس «قانون بلندی‌های جولان» اداره می‌شود.
اسرائیل از سپتامبر ۱۹۶۷، سیاست شهرک‌سازی را به تشویق دولت حزب کارگر به نخست‌وزیری لوی اشکول آغاز کرد. مبنای شهرک‌سازی در کرانه باختری، برنامه‌ای موسوم به «برنامه آلون» بود که از نام مبدعش، ایگال آلون، گرفته شده است. برنامه شهرک‌سازی دولت اسحاق رابین نیز از همین برنامه استخراج شده بود.
اولین شهرک اسرائیلی به نام کفار عتصیون در جنوب کرانه باختری ساخته شد هرچند که این منطقه خارج از «برنامه آلون» قرار داشت. طبق یک سند محرمانه مربوط به سال ۱۹۷۰ که هاآرتص به دست آورده، شهرک «کریاة اربع» با مصادره زمین بنا به دستور نظامی و تحت این پوشش دروغ که قرار است فقط برای مقاصد نظامی به کار گرفته شود غصب شد اما در واقع برای شهرک‌سازی و اسکان غیرنظامیان ساخته شد. شیوه مصادره زمین با دستور نظامی برای ایجاد شهرک‌های غیرنظامی، در دهه ۱۹۷۰ در اسرائیل یک راز آشکار بود اما انتشار اطلاعات درخصوص آن با سانسور نظامی سرکوب می‌شد.
دولت حزب لیکود به نخست‌وزیری مناخم بگین، از سال ۱۹۷۷، حمایت از شهرک‌سازی در سایر بخش‌های کرانه باختری را با همکاری سازمان‌هایی مانند گوش آمونیم و آژانس یهود شدت بخشید. حزب لیکود در یکی از بیانیه‌های دولت اعلام کرد که کل سرزمین تاریخی اسرائیل، میراث لاینفک و سلب‌نشدنی قوم یهود است و هیچ بخشی از کرانه باختری نباید به حاکمیت خارجی تحویل داده شود. آریل شارون در همان سال اعلام کرد که قرار است تا سال ۲۰۰۰، دو میلیون یهودی در کرانه باختری اسکان داده شوند. دولت اسرائیل قانون ممنوعیت خرید زمین اشغالی توسط اسرائیلی‌ها را لغو کرد و «طرح دروبل» که برنامه‌ای برای شهرک‌سازی در مقیاس عظیم در کرانه باختری بود تبدیل به نقشه راه اسرائیل شد. طرح دروبل که از سوی سازمان جهانی صهیونیسم در اکتبر ۱۹۷۸ ارائه شده و «طرح اصلی برای توسعه شهرک‌ها در یهودا و شومرون، ۱۹۸۳–۱۹۷۹» نام داشت، توسط ماتیتیاهو دروبل (مدیر سابق آژانس یهود و عضو کنست) نوشته شده بود. در ژانویه ۱۹۸۱، دولت اسرائیل برنامه‌ای را برای پیگیری اجرای طرح دروبل تصویب کرد که نام آن «وضعیت کنونی شهرک‌ها در یهودا و شومرون» بود و جزئیات بیشتری دربارهٔ استراتژی و سیاست‌های شهرک‌سازی در این مناطق به دست می‌داد.
از سال ۱۹۶۷ به بعد، پروژه‌های شهرک‌سازی در کرانه باختری، با بودجه دولتی و توسط «شاخه شهرک‌سازی» سازمان جهانی صهیونیسم به اجرا گذاشته شده است. این سازمان هرچند اصولاً یک سازمان غیردولتی است اما توسط دولت اسرائیل پایه‌گذاری شده و زمین‌ها را از دولت اسرائیل اجاره می‌کند تا شهرک‌سازی را پیش ببرد. «شاخه شهرک‌سازی» سازمان جهانی صهیونیسم به‌طور سنتی تحت مسئولیت وزارت کشاورزی اسرائیل قرار داشت. پس از پیمان اسلو این شاخه مدتی زیرمجموعه دفتر نخست‌وزیری بود اما در سال ۲۰۰۷ مجدداً به وزارت کشاورزی برگشت. در سال ۲۰۰۹، دولت بنیامین نتانیاهو تصمیم گرفت که تمامی فعالیت‌های شهرک‌سازی را مشروط به اجازه خاص نخست‌وزیر و وزیر دفاع کند. در سال ۲۰۱۱، نتانیاهو تلاش کرد «شاخه شهرک‌سازی» را یکبار دیگر تحت کنترل مستقیم خود (نخست‌وزیر) درآورد و اقتدار وزیر دفاع وقت یعنی ایهود باراک را محدود کند.
هم‌اکنون حدود ۲۵۰ شهرک اسرائیلی در اراضی اشغالی فلسطین وجود دارد که برخی از آنها کمتر از ۱۰۰ نفر سکنه دارد اما برخی شهرک‌های دیگر مثل معاله آدومیم حدود ۳۷٬۰۰۰ نفر جمعیت دارند و به شکل شهرهای مجهز و مرتب درآمده‌اند.
این شهرک‌ها که در مناطق مختلف کرانه باختری پراکنده و با شبکه جاده‌ای به یکدیگر متصل شده‌اند، تمامی شهرها و روستاهایی را که عمده جمعیت آنها فلسطینی است احاطه کرده‌اند. برخی شهرک‌نشینان اسرائیلی در Area C کرانه باختری زندگی می‌کنند اما حدود یک‌سوم آنها (حدود ۲۰۰٬۰۰۰ نفر) ساکن بخش شرقی اورشلیم هستند. اغلب اسرائیلی‌های ساکن بخش شرقی اورشلیم، در محلات و حومه‌هایی ساکنند که پس از ۱۹۶۷ ساخته شده است. برخی دیگر صدها ساختمان در محلات فلسطینی شرق اورشلیم را اشغال کرده و در آنها ساکن شده‌اند. چندصد اسرائیلی نیز به ساختمان‌ها و خانه‌هایی در بخش تحت کنترل اسرائیل در مرکز شهر الخلیل نقل مکان کرده‌اند که به نام منطقه H2 شناخته می‌شود.
زمین‌های تحت کنترل شهرک‌نشینان اسرائیل، مساحتی بیش از ۵۳٬۰۰۰ هکتار (حدودا ۶۰ درصد Area C) را پوشش می‌دهد. این مساحت شامل ۲۰ منطقه صنعتی و حدود ۹٬۳۰۰ هکتار زمین کشاورزی است. ارتش اسرائیل در این مناطق دست به وضع محدودیت رفت‌وآمد علیه فلسطینی‌ها زده و در نتیجه حدود ۴۰۰ کیلومتر از جاده‌های این منطقه که شهرک‌ها را به همدیگر متصل می‌کند از دسترس فلسطینی‌ها خارج است.
دولت اسرائیل تاکنون ۸۵٪ از دیوار حایل ۷۰۰ کیلومتری خود را ساخته است که با هدف جداکردن اسرائیل از کرانه باختری، در داخل کرانه باختری ایجاد شده است. این دیوار بسیاری از شهرک‌های اسرائیلی را احاطه کرده و عملاً امکان دسترسی هزاران فلسطینی به زمین‌هایشان را از بین برده است. اسرائیل همچنین تکه‌های بزرگی از Area C را به‌عنوان منطقه نظامی (۳۰٪) یا پارک طبیعی (۱۴٬۵٪) تعیین کرده است که راه دسترسی فلسطینی‌ها به زمین‌هایشان را باز هم محدودتر می‌کند.

## جمعیت شهرک‌نشینان و باورها
بر پایهٔ آمارهای رسمی بین ۲۲۰ هزار تا ۳۰۰ هزار شهرک‌نشین اسرائیلی در کرانه باختری رود اردن زندگی می‌کنند.
برخی از شهرک‌نشینان اسرائیلی، تصاحب اراضی متعلق به فلسطینی‌ها را «تکلیف شرعی» خود می‌دانند. این افراد در اسرائیل یک بلوک سیاسی مهم محسوب می‌شوند و سازمان‌یافته عمل می‌کنند.

## خشونت شهرک‌نشینان

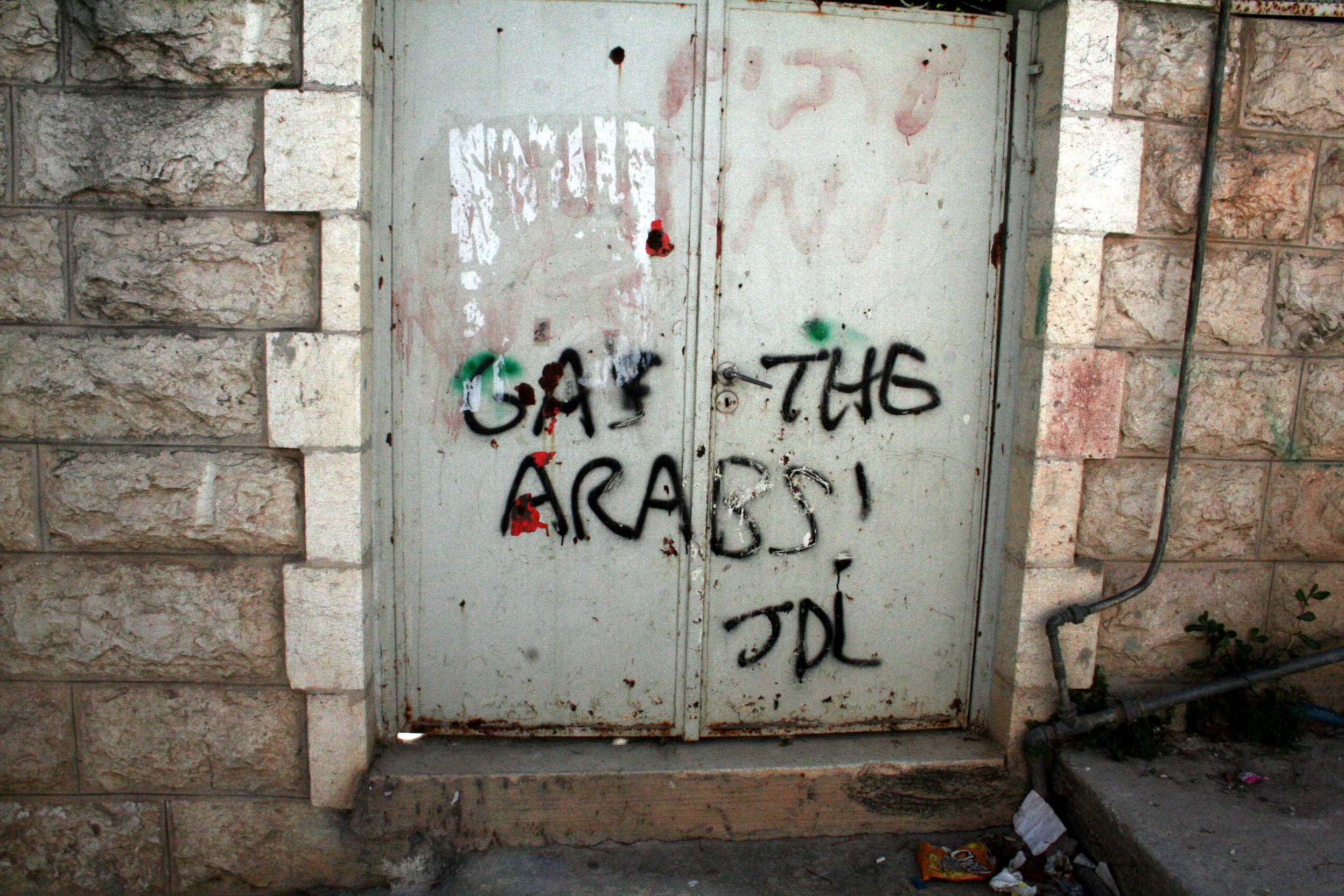
عرب‌ها را با گاز خفه کنید الخلیل، ۲۰۰۸

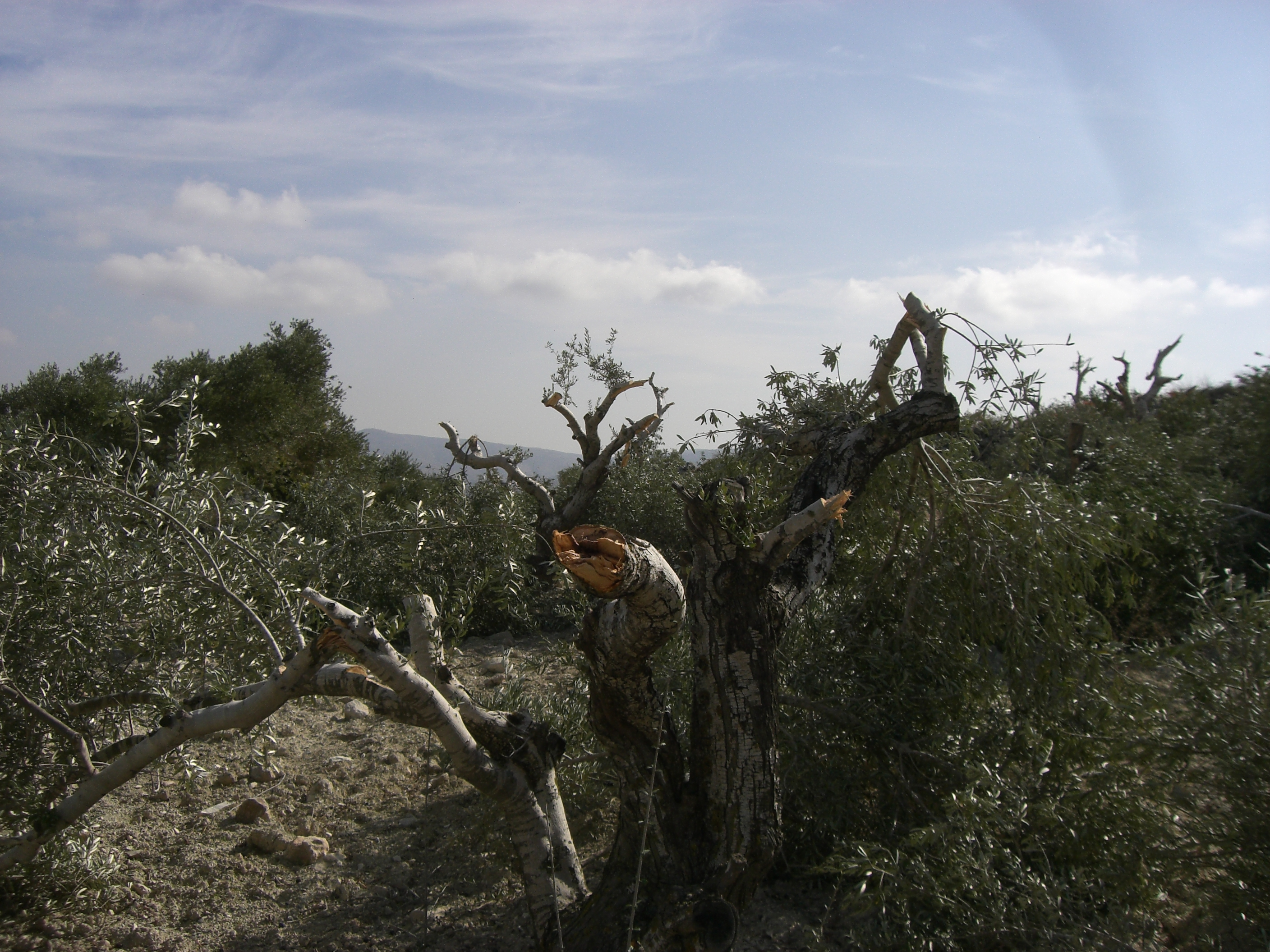
درختان زیتون در روستای بورین علی الظاهر توسط شهرک نشینان اهل ییتصهار دچار وندالیسم شده‌اند

فلسطینی‌ها و گاهی نیروهای امنیتی اسرائیل، هدف خشونت شهرک نشینان یهودی اسرائیلی و حامیانشان، عمدتاً در کرانه باختری، قرار می‌گیرند. در نوامبر ۲۰۲۱، وزیر دفاع اسرائیل، بنی گانتس، ازدیاد شدید موارد درگیری بین شهرک نشینان و فلسطینی‌ها در کرانه باختری را که بسیاری از آنها، ناشی از حملات ساکنان پایگاه‌های غیرقانونی شهرک نشینان، به فلسطینی‌های اهل روستاهای مجاور است، مورد بحث قرار داد. خشونت شهرک نشینان همچنین شامل اقداماتی است که به عنوان حملات اعمال هزینه شناخته می‌شوند که در پاسخ به اقدامات دولت اسرائیل، معمولاً علیه اهداف فلسطینی و گاهی علیه نیروهای امنیتی اسرائیل در کرانه باختری انجام می‌شود. در دسامبر ۲۰۱۱، پس از یک جلسه در شورای امنیت سازمان ملل متحد، همه گروه‌های منطقه‌ای و سیاسی مستقر در این شورا بیانیه‌هایی صادر کردند که در آن از خشونت شهرک‌نشینان ابراز ناراحتی کردند و این موضوع را مانعی برای ازسرگیری صلح دانستند.

## وضعیت حقوقی

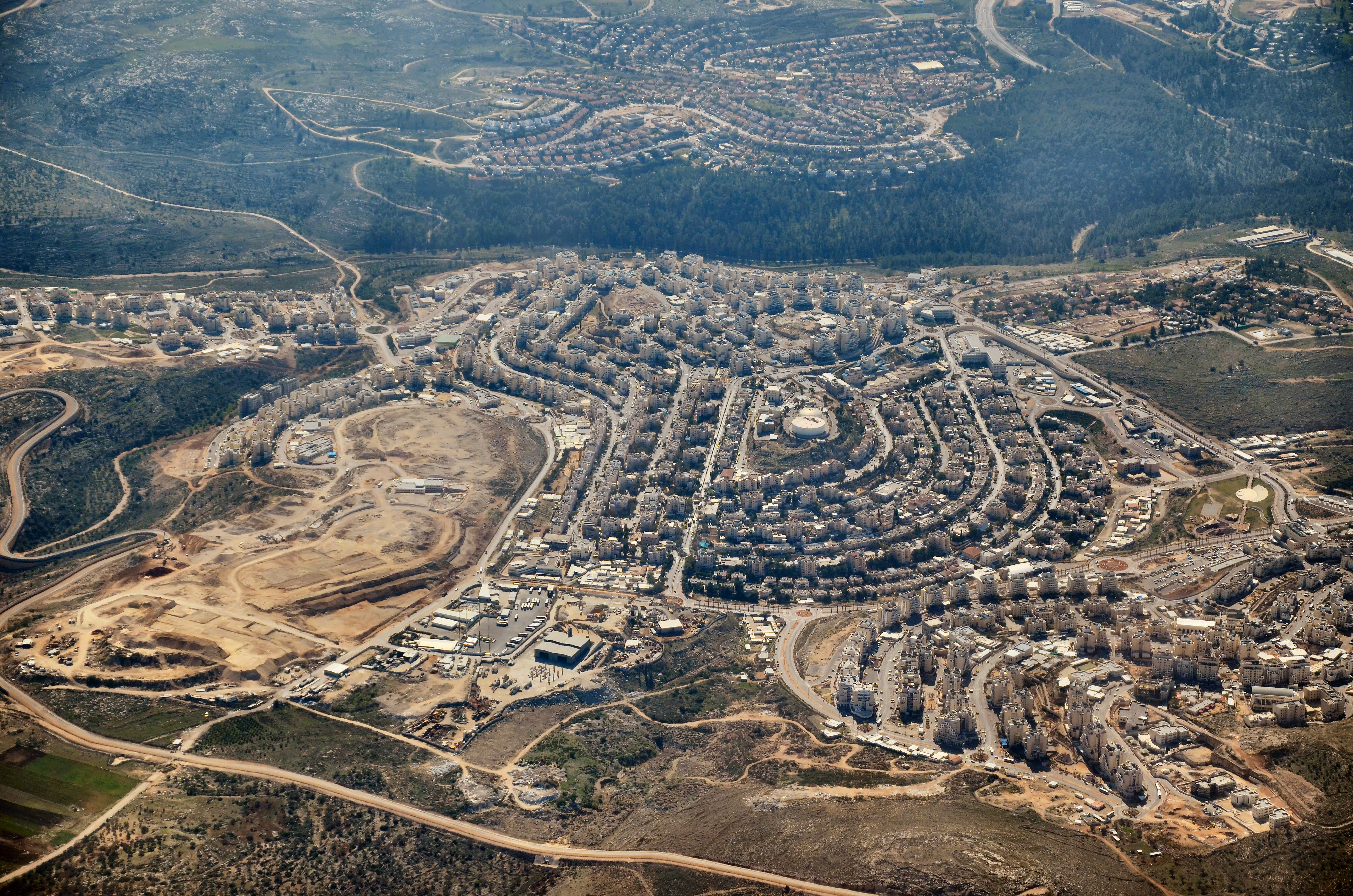
کریات سفر (مودیعین عیلیت)

کنوانسیون چهارم ژنو، اسکان اتباع غیرنظامی کشورهای فاتح را در سرزمین‌های تصرف شده منع می‌کند، البته دولت‌های اسرائیل در توجیه اسکان غیرنظامیان یهودی در سرزمین‌های فلسطینی، وضعیت حقوقی این سرزمین‌ها را منطبق با مقررات کنوانسیون ژنو نمی‌دانند و مدعی‌اند که این سرزمین‌ها پیش از جنگ شش روزه، از حاکمیت به رسمیت شناخته شده‌ای برخوردار نبوده‌اند و بنابراین، رعایت مقررات کنوانسیون ژنو دربارهٔ آن‌ها الزامی نیست.
همچنین، سازمان ملل متحد، استان یهودا و شومرون و شهرک‌های یهودی‌نشین مستقر در آن را که به «کرانه باختری رود اردن» مشهور است را به رسمیت نمی‌شناسد. هر چند دولت اسرائیل با چنین تفسیری مخالف است.
با این وجود دولت اسرائیل، شهرک‌های یهودی‌نشینی را که «بدون مجوز» در سرزمین‌های عرب‌نشین کرانه باختری رود اردن احداث شده را «غیرقانونی» می‌نامد و با حکم دادگاه عالی اسرائیل به تخریب یا تخلیه آنان مبادرت می‌کند.
براساس قوانین موجود، وزارت دفاع اسرائیل مسئول اداره اراضی اشغالی فلسطینی در کرانه باختری رود اردن است.

## وضعیت کنونی

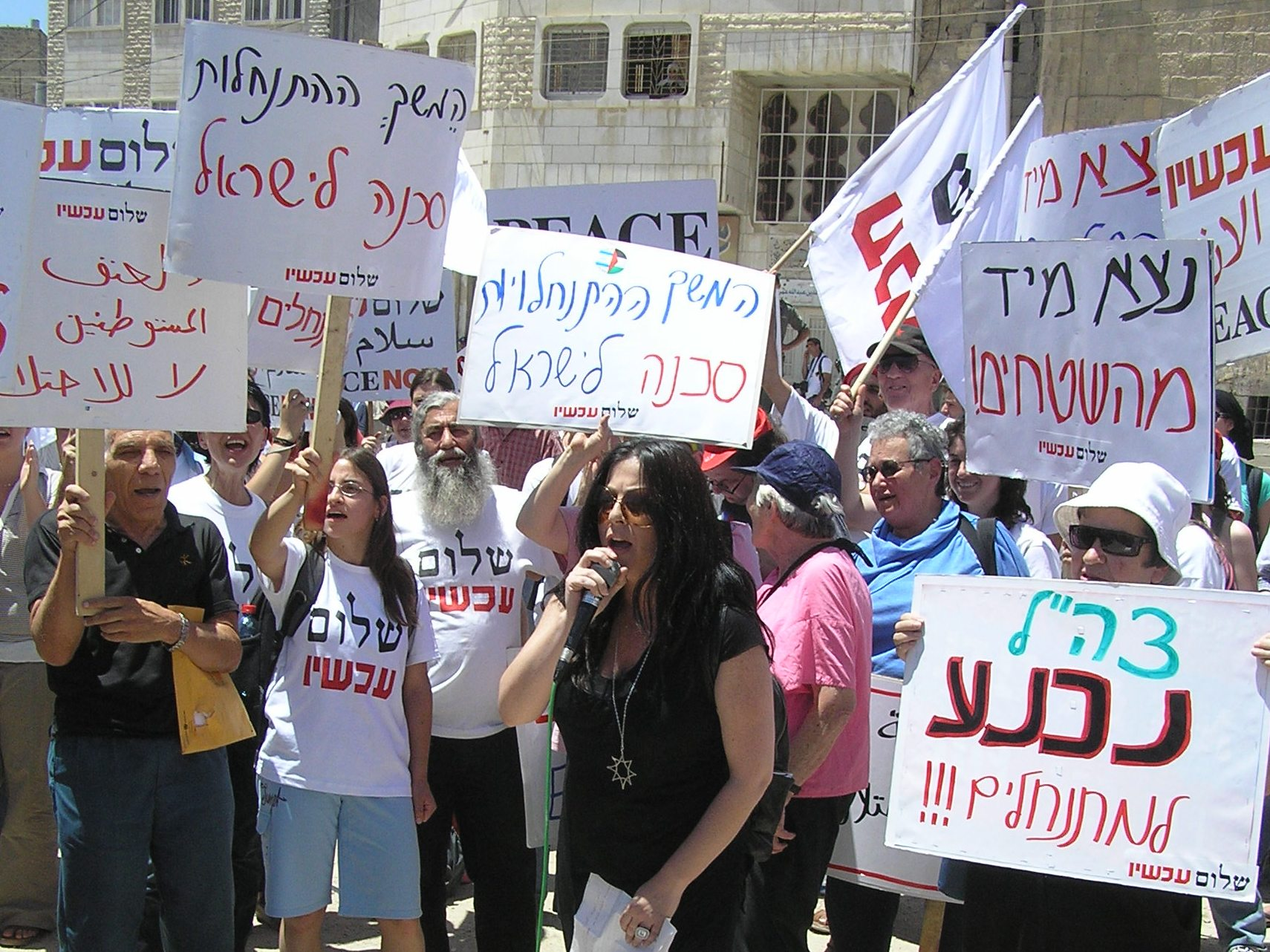
تظاهرات گروهی از فعالان اسرائیلی سازمان صلح اکنون در شهر حبرون، در اعتراض به روند ساخت شهرک‌های یهودی‌نشین و ادامه اشغال اراضی فلسطینی.

سازمان غیردولتی صلح اکنون که برای برقراری صلح میان اعراب و اسرائیل تلاش می‌کند، در تاریخ ۱۵ فوریه ۲۰۱۰ میلادی، آماری را منتشر کرد که نشان می‌داد که «یک چهارم شهرک‌های یهودی‌نشینی در کرانه غربی رود اردن، ممنوعیت فعالیت‌های ساختمانی را که از سوی دولت اسرائیل وضع شده است نقض می‌کنند».